# سوغاتلي
سوغاتلي (بالفارسية: سوگوتلی) هي مستوطنة تقع في قسم فاروج الريفي في إيران. يقدر عدد سكانها بـ 59 نسمة بحسب إحصاء 2016.